# Érize-la-Brûlée
 Érize-la-Brûlée  es una población y comuna francesa, en la región de Lorena, departamento de Mosa, en el distrito de Bar-le-Duc y cantón de Vavincourt.

## Demografía
| 127 | 113 | 153 | 185 | 187 | 193 |
| Para los censos de 1962 a 1999 la población legal corresponde a la población sin duplicidades (Fuente: INSEE [Consultar]) |     |     |     |     |     |